# 裘家岭
裘家岭村，位于东阳市北部山区，曾是永康、东阳经诸暨通杭州的要道，现隶属于东阳市六石街道。村民大多姓“潘”。
现存中共东阳“一大”会址以及纪念馆。